# 23402 Turchina
23402 Turchina (1969 TO2) là một tiểu hành tinh vành đai chính được phát hiện ngày 8 tháng 10 năm 1969 bởi L. I. Chernykh ở Đài vật lý thiên văn Crimean.